# 박선영 (1970년생 배우)
박선영(朴宣映, 1970년 9월 3일 (음력 8월 3일) ~ )은 대한민국의 배우이다.

## 연기 활동

### 드라마
- 1989년 ~ 1990년 KBS 일일연속극 《울 밑에 선 봉선화》
- 1992년 MBC 주말연속극 《아들과 딸》 ... 옥자 역
- 1993년 KBS2 일요아침드라마 《일요일은 참으세요》 김호진 상사 역
- 1993년 SBS 주말드라마 《오경장》 ... 파출소장 역
- 1994년 SBS 일요아침드라마 《까치네》... 오혜라 역
- 1995년 SBS 8.15 특집극 《국화와 칼》... 지오코 역
- 1996년 SBS 일일드라마《자전거를 타는 여자》...고옥지 역
- 1997년 KBS 아침드라마 《여자는 어디에 머무는가》
- 1997년 SBS 주말극장 《아름다운 죄》 ... 소영 역
- 2002년 MBC 월화드라마 《위기의 남자》
- 2006년 SBS 금요드라마 《내 사랑 못난이》 ... 서현주 역
- 2007년 KBS2 월화드라마 《한성별곡》 ... 조상궁 역
- 2018년 KBS2 TV소설 《파도야 파도야》 ... 구애심 역
- 2020년 KBS2 월화드라마 《좀비탐정》 ... 강고은 역
- 2025년 TVING 《춘화연애담》... 장원의 어머니 역

### 광고
- 1991년 《대우 르망》
- 1993년 《맥스웰블루엣》(커피)
- 1993년 《엘지생활건강》 드봉 아티스테 유브이 화이트
- 1995년 에스콰이아 패션상품권

### 영 화
- 1990년 《꼴찌부터 일등까지 우리반을 찾습니다》
- 1991년 《병팔이의 일기》 - 뚱이 역
- 1993년 《가슴 달린 남자》 - 혜석/혜선 역
- 1994년 《연애는 프로, 결혼은 아마츄어》
- 1995년 《사랑하기 좋은 날》
- 1998년 《아름다운 시절》
- 2014년 《아빠를 빌려드립니다》 - 미용사 선배 역

## TV 프로그램
- 2015년~2021년 SBS 《불타는 청춘》 - 고정출연 하차
- 2021년 SBS 《골 때리는 그녀들》 - 고정출연
- 2021년 MBC 《황금어장 라디오스타》 - 게스트
- 2021년 SBS 《편먹고 공치리》 - 게스트
- 2021년 SBS 《집사부일체》- 게스트
- 2023년 SBS 《미운 우리 새끼》- 미운 남의 새끼
- 2023년 KBS2 《옥탑방의 문제아들》-게스트

- 1993년 제4회 춘사영화상 - 신인여우상 (가슴 달린 남자)
- 2020년 《SBS 연예대상》 - 베스트 엔터테이너상 (불타는 청춘)
- 2021년 《SBS 연예대상》 - 올해의 예능인상 (골때리는그녀들)
- 2021년 《SBS 연예대상》 - 쇼•스포츠부문 여자 최우수상 (골때리는그녀들)